# Snow Dogs
Snow Dogs is een live-action film uit 2002, geregisseerd door Brian Levant.
In de Verenigde Staten werd de film uitgebracht op 18 januari 2002 door Walt Disney Pictures.

## Rolverdeling
| Acteur           | Personage                    |
| ---------------- | ---------------------------- |
| Cuba Gooding jr. | Dr. Theodore "Ted" Brooks    |
| James Coburn     | James "Thunder Jack" Johnson |
| Sisqó            | Dr. Rupert Brooks            |
| Nichelle Nichols | Amelia Brooks                |
| Michael Bolton   | Zichzelf                     |
| Joanna Bacalso   | Barb                         |

### Honden
- Fly als Nana
- D.J. als Demon
- Floyd als Mac
- Speedy als Scooper
- Shadow als Diesel
- Buck als Sniff
- Koda als Yodel
- Gloria als Dutchess

D.J., Koda en Floyd verschijnen ook in Eight Below.

## Productie
De meeste scènes werden gefilmd in Canmore, Alberta. De stad Tolketna, Alaska welke de hoofdplaats in de films is, is slechts een uitgevonden stadje.
Veel van de honden die in de film voorkomen, waren lokale honden.

## Prijzen
John Debney won de ASCAP Award in 2003 voor de soundtrack van "Snow Dogs".